# Tamurapan
Tamurapan (たむらぱん) est auteur-compositeur, chanteuse de J-pop. Son vrai nom est Tamura Ayumi (田村歩美), elle est née en 1980 à Takayama, Préfecture de Gifu au Japon. Le nom de Tamurapan est une combinaison de son nom de famille : Tamura (田村) et du mot français « lapin ».
Elle a vécu à Taiwan pendant les premières années de l'école élémentaire et a obtenu son diplôme de radio amateur.

## Discographie
En 2002 Tamurapan a commencé sa carrière musicale en donnant principalement des concerts. En 2007, avec ma montée progressive de Myspace au Japon, elle commence à publier ses musiques sur le site. Au même moment elle sort une édition limitée du single Semenaidei-heiyō meiyō (「責めないデイ」-「ヘイヨーメイヨー」) .
Elle est la première chanteuse auteur-compositeur japonaise à faire le passage de Myspace à une major du disque : Columbia Music.

### Singles Édition Limitée
|     | Date de sortie  | Titre                       | Japonais                                          |
| 1er | 10 octobre 2007 | Semenaidei                  | 責めないデイ                                      |
| 2nd | 10 octobre 2007 | heiyō meiyō                 | ヘイヨーメイヨー                                  |
| 3e  | 7 novembre 2007 | omaebutadana~okurametegami~ | お前ぶただな～送らぬ手紙～                        |
| 4e  | 7 novembre 2007 | A Million                   | アミリオン                                        |
| 5e  | 5 décembre 2007 | Kaitenmokuba                | 回転木馬                                          |
| 6e  | 5 décembre 2007 | rai・kua・bādo              | ライ・クア・バード                                |
| 7e  | 23 janvier 2008 | buttobasuzo                 | ぶっ飛ばすぞ                                      |
| 8e  | 20 février 2008 | hebun                       | へぶん                                            |
| 9e  | 19 mars 2008    | Hollywood                   | ハリウッド                                        |
| 10e | 13 mai 2009     | ookimishōnennotēmu          | オオカミ少年ケンのテーマ（Lotte「Fit's」CM Song） |

### Albums

#### Albums Indépendants
|     | Date de sortie | Titre     | Japonais   |
| 1er | Mars 2003      | Tamurapan | たむらぱん |

#### Mini Albums
|     | Date de sortie   | Titre         | Japonais     |
| 1er | 17 décembre 2003 | Alone at Play | ひとりあそび |
| 2nd | 12 janvier 2005  | Hitonoiruha   | 人のいろは   |
| 3e  | 4 avril 2007     | Harou         | ハロウ       |

#### Albums
|     | Date de sortie   | Titre      | Japonais       |
| 1er | 23 avril 2008    | butabesto  | ブタベスト     |
| 2nd | 3 juin 2009      | nouniusoun | ノウニウノウン |
| 3e  | 15 décembre 2010 | Nakunai    | ナクナイ       |

### Singles
|     | Date de sortie   | Titre                          | Japonais                              |
| 1er | 23 juillet 2008  | Harēshon                       | ハレーション                          |
| 2nd | 12 novembre 2008 | Zero                           | ゼロ                                  |
| 3e  | 18 mars 2009     | charinco / chodoii tokoni itai | ちゃりんこ / ちょうどいいとこにいたい |
| 4e  | 2 février 2010   | bamboo / mountain              | バンブー / マウンテン                 |
| 5e  | 21 juillet 2010  | SOS                            | SOS                                   |
| 6e  | 20 octobre 2010  | Rough                          | ラフ                                  |